# 朝鲜劳动党中央委员会组织指导部
朝鮮勞動黨中央委員會組織指導部屬朝鮮勞動黨中央委員會書記局機關，成立於1948年9月15日。金日成時代的指導部書記是金正日，而金正日掌政後部長之位懸空，由他以朝鮮勞動黨總書記身份親自指揮該部活動。
因金正日由此部控制勞動黨的活動，他把政府大部分職務轉移到勞動黨，使他可以控制幹部任免，得以掌握大權（這也是金正日被稱為黨中央的原因）。
金正日死後，組織指導部部長由其妹金慶喜擔任。金慶喜的丈夫张成泽被处决后，金慶喜也随之失势。前任部长是李万建。現任部長為金才龙，他也是中央政治局委員。

## 組織機構
- 幹部課
- 1課、2課（中央）、3課（地方）、4課（朝鮮人民軍）、5課（護衛司令部）、6課（朝鮮民主主義人民共和國國家安全保衛部）、7課（朝鲜民主主义人民共和国人民保安部）、8課（司法部）、9課（朝鮮内閣）、11課（對南朝鮮工作部署），這11課掌握了朝鮮民主主義人民共和國黨、政、軍重要人事任免，如朝鮮人民軍總政治局長人選需得組織指導部同意方可任命。

- 生活指導課

生活指導課是組織指導部第13課，負責黨員和勞工進行每周自我批判，生活指導課是由軍方幹部負責，首長是朝鮮人民軍總參謀長。
- 檢閲課

是負責對高級幹部的檢查，肅清、監視和管理的部門。
- 通知課

擁有對政策承認和批准權限的部門，直屬勞動黨最高指導者，確立最高指導者唯一指導體制。

## 历任部长
- 金日成（1948年－1952年）
- 朴英彬（1952年－1959年）
- 金英柱（1960年－1973年）
- 金正日（1973年－1994年）
- 金庆喜（2012年4月－2013年12月）
- 金正恩（2013年－2017年）
- 崔龙海（2017年10月－2019年4月）
- 李万建（2019年4月－2019年8月）
- 金才龙（2019年8月－）

## 相关作品
- 爱的迫降，2019年韩国电视剧